# Rüdiger Reiche
Rüdiger Reiche (27 marzo 1955) è un ex canottiere tedesco.

## Palmarès

### Olimpiadi
- 1 medaglia:
  - 1 oro (Montréal 1976 nel quattro di coppia)

### Mondiali
- 8 medaglie:
  - 2 ori (Lucerna 1974 nel quattro di coppia; Lucerna 1982 nel singolo)
  - 5 argenti (Amsterdam 1977 nel due di coppia; Hamilton 1978 nel singolo; Monaco di Baviera 1981 nel singolo; Duisburg 1983 nel quattro di coppia; Hazewinkel 1985 nel quattro di coppia)
  - 1 bronzo (Bled 1979 nel singolo)